# Clockwork Planet
Clockwork Planet (クロックワーク・プラネット?, Kurokkuwāku Puranetto) è una serie di light novel scritta da Yū Kamiya e Tsubaki Himana e illustrata da Shino, edita da Kōdansha, sotto l'etichetta Kodansha Light Novel Bunko, dal 2 aprile 2013 al 29 dicembre 2015. Un adattamento manga è stato serializzato su Monthly Shōnen Sirius tra il 26 settembre 2013 e il 25 agosto 2018, mentre un adattamento anime, prodotto da Xebec e adattato in italiano da Dynit, è stato trasmesso in Giappone tra il 6 aprile e il 22 giugno 2017.

## Personaggi
Naoto Miura (見浦 ナオト?, Miura Naoto)
Doppiata da: Yoshino Nanjō
È il protagonista della serie. Gli piacciono molto gli orologi e i meccanismi a loro affini, ma non è molto bravo a interagirvi. Ha un udito eccezionale, tanto che riesce a sentire benissimo anche con le cuffie isolanti.
RyuZU
Doppiata da: Ai Kakuma
È la fidanzata di Naoto ed è il primo automa a orologeria della serie InitialY ideata dall'orologiaio Y.
Marie Bell Breguet (マリー・ベル・ブレゲ?, Marī Beru Burege)
Doppiata da: Saori Ōnishi
È un mastro orologiaio che lavora per lo stato, molto bassa e golosa.
Vainney Halter (ヴァイネイ・ハルター?, Vainei Harutā)
Doppiato da: Ken'ichirō Matsuda
È la guardia del corpo di Marie.
AnchoR
Doppiata da: Sayaka Senbongi
È la sorellina di RyuZU, costruita, al contrario della sorella, non come servitrice ma come arma.

## Media

### Light novel
La serie è stata scritta da Yū Kamiya e Tsubaki Himana con le illustrazioni di Shino. Il primo volume è stato pubblicato da Kōdansha, sotto l'etichetta Kodansha Light Novel Bunko, il 2 aprile 2013 e al 29 dicembre 2015 ne sono stati messi in vendita in tutto quattro. I diritti di distribuzione digitale e cartacea in lingua inglese sono stati acquistati rispettivamente da J-Novel Club e Seven Seas Entertainment.
| Nº | Data di prima pubblicazione | Data di prima pubblicazione | Data di prima pubblicazione |
| Nº | Giapponese                  | Giapponese                  |                             |
| -- | --------------------------- | --------------------------- | --------------------------- |
| 1  | 2 aprile 2013               | ISBN 978-4-06-375293-9      |                             |
| 2  | 29 novembre 2013            | ISBN 978-4-06-375348-6      |                             |
| 3  | 31 ottobre 2014             | ISBN 978-4-06-381415-6      |                             |
| 4  | 29 dicembre 2015            | ISBN 978-4-06-381508-5      |                             |

### Manga
Un adattamento manga, disegnato da Kuro, è stato serializzato sulla rivista Monthly Shōnen Sirius di Kōdansha tra il 26 settembre 2013 e il 25 agosto 2018. I vari capitoli sono stati raccolti in dieci volumi tankōbon, pubblicati tra il 7 febbraio 2014 e il 9 ottobre 2018. Negli Stati Uniti i diritti sono stati acquistati da Kodansha Comics USA.

#### Volumi
| Nº | Data di prima pubblicazione | Data di prima pubblicazione | Data di prima pubblicazione |
| Nº | Giapponese                  | Giapponese                  |                             |
| -- | --------------------------- | --------------------------- | --------------------------- |
| 1  | 7 febbraio 2014             | ISBN 978-4-06-376445-1      |                             |
| 2  | 31 ottobre 2014             | ISBN 978-4-06-376487-1      |                             |
| 3  | 9 marzo 2015                | ISBN 978-4-06-376529-8      |                             |
| 4  | 9 settembre 2015            | ISBN 978-4-06-376571-7      |                             |
| 5  | 9 marzo 2016                | ISBN 978-4-06-390611-0      |                             |
| 6  | 6 gennaio 2017              | ISBN 978-4-06-390674-5      |                             |
| 7  | 7 aprile 2017               | ISBN 978-4-06-390694-3      |                             |
| 8  | 8 settembre 2017            | ISBN 978-4-06-390729-2      |                             |
| 9  | 9 marzo 2018                | ISBN 978-4-06-511021-8      |                             |
| 10 | 9 ottobre 2018              | ISBN 978-4-06-513057-5      |                             |

### Anime
Annunciato il 25 dicembre 2015 sul sito ufficiale delle light novel, un adattamento anime, prodotto da Xebec e diretto da Tsuyoshi Nagasawa, è andato in onda dal 6 aprile al 22 giugno 2017. Le sigle di apertura e chiusura sono rispettivamente Clockwork Planet dei FripSide e Anticlockwise (アンチクロックワイズ?, Anchikurokkuwaizu) degli After the Rain. In Italia gli episodi sono stati trasmessi in streaming in simulcast da Dynit su VVVVID, mentre in altre parti del mondo i diritti sono stati acquistati da Crunchyroll.

#### Episodi
Nota: i titoli italiani evidenziati in grassetto nella tabella sottostante riportano rispettivamente prima e dopo il trattino la traduzione dei ruby e quella dei kanji a cura di Dynit.
| Nº | Titolo italiano Giapponese 「Kanji」 - Rōmaji                                                        | In onda        | In onda |
| Nº | Titolo italiano Giapponese 「Kanji」 - Rōmaji                                                        | Giapponese     |         |
| 1  | Gear of Destiny - L'ingranaggio del destino 「運命の歯車」 - Gia obu Desutinī                        | 6 aprile 2017  |         |
| 2  | Epurazione - Il crollo del grande pilastro 「大支柱崩落」 - Pāji                                     | 13 aprile 2017 |         |
| 3  | Conflitto - Sfondamento frontale 「真正面突破」 - Konfurikuto                                        | 20 aprile 2017 |         |
| 4  | Imaginary Gear - Il meccanismo a numeri immaginari 「虚数運動機関」 - Imajinarī Gia                  | 27 aprile 2017 |         |
| 5  | Trishula - Colei che annienta 「撃滅するもの」 - Torīshura                                           | 4 maggio 2017  |         |
| 6  | Deep Underground - Le profondità della terra 「大深度地下層」 - Dīpu Andāguraundo                    | 11 maggio 2017 |         |
| 7  | Attack the Multiple Grid - Attacco alla capitale 「首都襲撃」 - Atakku tu Maruchipuru Guriddo        | 18 maggio 2017 |         |
| 8  | Yatsukahagi - La grande arma mobile aracnide elettromagnetica 「電磁式機動兵器八束脛」 - Yatsukahagi | 25 maggio 2017 |         |
| 9  | Criminal Act - Un crimine senza precedenti 「空前絶後の犯罪」 - Kuriminaru Akuto                     | 1º giugno 2017 |         |
| 10 | Progressor - Colei che collega gli automi 「自動人形を繋ぐもの」 - Puroguressā                       | 8 giugno 2017  |         |
| 11 | Theory of Y - La teoria del genio 「天才の理論」 - Seorī obu Y                                       | 15 giugno 2017 |         |
| 12 | Steel Weight - Manovra finale 「終焉機動」 - Sutīru Weito                                            | 22 giugno 2017 |         |